# Quilacahuín
Quilacahuín corresponde a una localidad rural de la comuna de San Pablo, Provincia de Osorno, Región de Los Lagos, Chile.

## Historia
Originalmente fue una comunidad mapuche-huilliche, quienes el 2 de febrero de 1789 participan de un parlamento con los comisionados españoles Pablo Asenjo y Teodoro Negrón para hacer las paces con los Huilliches de Rahue en Osorno a fin de no continuar con las malocas.
Tras el alzamiento indígena de 1792 y la reconstrucción del Fortín San José de Alcudia en  Río Bueno, se fundan nuevas misiones franciscanas a partir de 1793 al sur del Río Bueno. 
Los caciques de Quilacahuín eran los lonkos Huaiquipán y Colín, este último participó en el Parlamento de Las Canoas el 8 de septiembre de 1793.
Después de este parlamento, los franciscanos fundan la Misión de San Bernardino de Quilacahuín en el año 1794.

## Servicios
Esta localidad cuenta con el Hospital del Perpetuo Socorro de Quilacahuín, el cual completó su renovación el año 2017 que contempla su diseño con pertinencia cultural.
Además se encuentra el Colegio Forestal de Quilacahuín.

## Turismo
En esta localidad no existen servicios de alojamiento registrados.

## Accesibilidad y transporte
A esta localidad se accede a través de la Ruta U-22 desde Osorno.
En el año 2015 se inició un programa del Ministerio de Obras Públicas para poner en valor la navegabilidad del Río Bueno permitiendo la instalación de infraestructura portuaria en esta localidad ribereña. Quilacahuín se encuentra a 28,4 km de San Pablo por la Ruta U-10 que bordea la ribera sur del Río Bueno y a 30,5 km de la ciudad de Osorno.